# Ladrillos
Ladrillos és una entitat de població de l'Uruguai, ubicada a l'oest del departament de Lavalleja, sobre el límit amb Florida. Té una població aproximada de 100 habitants, segons les dades del cens del 2004.
Es troba a 196 metres sobre el nivell del mar.